# روب بوردون
روبرت «روب» غريغوري بوردون (بالإنجليزية: Rob Bourdon) (مواليد 20 يناير، 1979؛ هو عازف طبل في فرقة لينكين بارك.
هو أيضا اصغر الأعضاء ومن عائلة يهودية.

## روابط خارجية
- روب بوردون على موقع IMDb (الإنجليزية)
- روب بوردون على موقع ميوزك برينز (الإنجليزية)
- روب بوردون على موقع إن إن دي بي (الإنجليزية)
- روب بوردون على موقع أول ميوزيك (الإنجليزية)
- روب بوردون على موقع ديسكوغز (الإنجليزية)
- روب بوردون على موقع قاعدة بيانات الفيلم (الإنجليزية)